# Signál Wow!

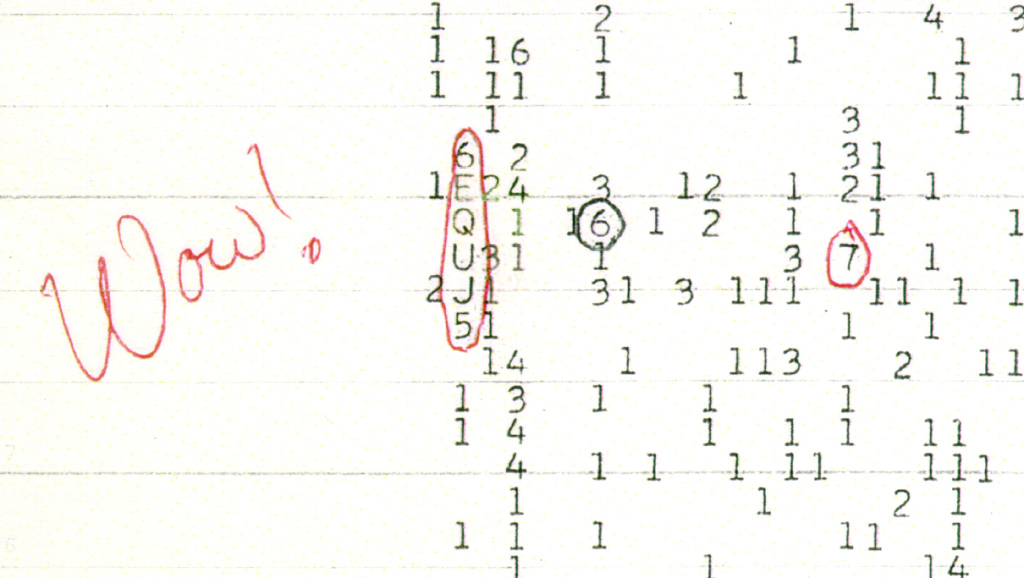
Tiskový záznam signálu Wow!

Signál Wow! byl silný, úzkopásmový rádiový signál, který byl zachycen dne 15. srpna 1977 Dr. Jerry R. Ehmanem během práce na projektu SETI. Zdroj signálu vykazoval známky původu mimo sluneční soustavu a doba jeho sledování činila celkem 72 sekund. Během této doby byl sice plně zachycen radioteleskopem The Big Ear, patřícím Státní univerzitě v Ohiu, ovšem signál se již znovu detekovat nepodařilo.
Dr. Ehman byl natolik uchvácen podobou tohoto signálu s očekávanou představou o signálu jiné mimozemské civilizace, že do tištěné podoby signálu vepsal komentář Wow! Tato poznámka se tak stala i názvem.

## Technická data
Výstup antény radioteleskopu byl přiváděn ke zpracování paralelně padesáti kabely, kde každému příslušelo jeho vlastní 10kHz pásmo. Celé sledované pásmo tak činilo dohromady 0,5 MHz. Jejich signál zpracovával počítač IBM 1130, který jej poté tiskl jako sérii číselných hodnot na řádkové tiskárně k lidskému posouzení. Na každých 12 sekund byl vytištěn jeden řádek s 50 znaky odpovídající všem kanálům. Hlavní část signálu Wow! pokrývá jeden sloupec a 6 po sobě jdoucích řádků, což znamená, že trval zhruba 72 sekund a pokrýval nejvýše pásmo 10 kHz. V době signálu nebyla do systému připojena žádná audiotechnika, a tak jediný záznam, který o něm máme, je těchto několik datových bodů. Nebyly tedy pořízeny žádné dostatečně podrobné nahrávky, aby bylo možno signál převést na jakýkoli zvuk.

Graf závislosti měřené intenzity v čase připomínající při proložení křivkou Gaussovu funkci, která vzniká jako důsledek pohybu ohniska teleskopu přes zdroj vysílání kvůli relativní rotaci Země vůči hvězdám.

Zakroužkovaný písmenný kód 6EQUJ5 (vizte obrázek vpravo nahoře) popisuje tedy proměnnou intenzitu signálu. Mezera znamená intenzitu mezi 0 a 0,999. Čísla 1–9 značí intenzity odpovídající rozmezí od 1,000 do 9,999. Intenzity o hodnotě 10 a více jsou značeny písmeny; A znamená intenzity mezi 10,0 a 10,999, B 11,0 až 11,999 atd. Hodnota U (intenzita mezi 30,0 až 30,999) byla nejvyšší takovou hodnotou, která kdy byla radioteleskopem naměřena. Šířka pásma tohoto signálu byla nižší než 10 kHz (každé políčko v tištěné formě odpovídá 10 kHz širokému kanálu; signál Wow! se tedy vyskytuje pouze v jednom políčku.). Dvě různé hodnoty jeho frekvence byly dány: 1 420,356 MHz (J. D. Kraus) a 1 420,456 MHz (J. R. Ehman) obě na 50 kHz od vodíkové čáry, která má hodnotu 1 420,406 MHz. Z toho byly vyvozeny 2 rovníkové souřadnice:
- R.A. = 19h22m22s ± 5s
- R.A. = 19h25m12s ± 5s

Obě hodnoty mají deklinaci = −27°03´ ± 20´ (epocha B1950.0)
Teleskop „Big Ear“ byl nepohyblivý a k observaci oblohy využíval rotaci zemské osy. Vzhledem k rychlosti její rotace a k šířce „zorného pole“ však byl tento radioteleskop schopen zkoumat daný bod na obloze vždy pouze 72 sekund.

## Pátrání po zdroji signálu
Radioteleskop „Big Ear“ používal k hledání signálů dvě trubicové antény, z nichž každá byla zaměřena do mírně odlišného místa na obloze, přičemž se přizpůsobovaly rotaci zemské osy. Signál Wow! byl zachycen pouze jednou z dvojice antén, ovšem data z nich byla zpracovávána takovým způsobem, že se nedalo zjistit, kterou z nich byl signál vlastně zachycen. Po zachycení signálu se očekávalo, že byl signál zachycen po dobu 72 sekund oběma anténami nezávisle na sobě, k tomuto však nedošlo. Doktor Ehman se snažil signál znovu zachytit o měsíc později pomocí radioteleskopu „Big Ear“, ovšem marně.
V letech 1987 a 1989 se Robert Grey snažil redetekovat signál pomocí anténní soustavy META v observatoři Oak Ridge, opět bezvýsledně..

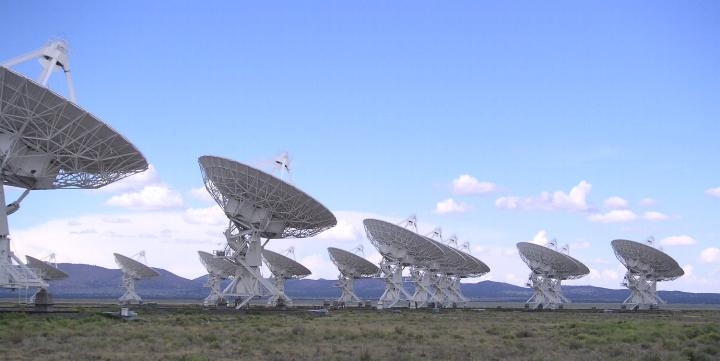
Soustava radioteleskopů Very Large Array, Socorro, stát Nové Mexiko, USA

Robert Grey po signálu pátral ještě v letech 1995 a 1996 za použití obrovské soustavy radioteleskopů Very Large Array v Novém Mexiku, která je mnohonásobně výkonnější než „Big Ear“.
V roce 1999 po místu vzniku tohoto signálu pátrali Gray s Dr. Simonem Ellingsenem za pomoci radioteleskopu o průměru 26 m, který patří Tasmanské Univerzitě v Hobartu. Bylo provedeno celkem šest čtrnáctihodinových observací, které se zaměřovaly na předpokládané místo vzniku a jeho nejbližší okolí, avšak nebylo zachyceno nic, co by se jakkoliv podobalo signálu Wow!.

## Spekulace o původu signálu
Spekulovalo se, že vysvětlením by mohly být náhlé, rapidní změny v mezihvězdném prostoru (hmotě), které mohou vytvářet slabý spojitý signál, což však stále nevylučuje „mimozemskou“ variantu. Zmíněný jev se totiž nepodařilo zachytit ani na mnohonásobně výkonnější soustavě „Very Large Array“ a pravděpodobnost, že by nesrovnatelně menší radioteleskop „Big Ear“ tento jev na rozdíl od VLA zachytil, je velmi malá.. Mezi další hypotézy patří např. teorie, že signál Wow! je vlastně signálem pulsaru.
Dr. Ehman později uvedl, že pochybuje o „marťanském“ původu signálu, když řekl: We should have seen it again when we looked for it 50 times. Something suggests it was an Earth-sourced signal that simply got reflected off a piece of space debris. (Volně přeloženo: Když jsme provedli padesát dalších pozorování, museli bychom to zachytit znovu. Zdá se, že se jednalo o pozemský signál, který byl prostě odražen od „vesmírného smetí“ zpět na Zemi.)
Zajímavostí je, že přesně o den později zemřel slavný zpěvák Elvis Presley. Tato informace je často používána příznivci záhad jako „důkaz“ o mimozemském původu signálu.[zdroj?]

## Lokalizace možného zdroje signálu
Poloha signálu v nebeských souřadnicích byla (epocha J2000.0):
- RA (positivní roh): 19h25m31s ± 10s
- RA (negativní roh): 19h28m22s ± 10s
- deklinace (stejná pro oba rohy): −26d57m ± 20m

Tento region oblohy se nachází v souhvězdí Střelce (Saggitarius) přibližně 2,5 stupně jižně od dvojhvězdy páté magnitudy Chi-1 Sagittarii (cca 220 světelných let od Země).